# Geneviève Hennet de Goutel
Geneviève Anne Marie Hennet de Goutel, née le 11 avril 1885 à Paris et morte le 4 mars 1917 près de Iași (Roumanie), est une aquarelliste et femme de lettres française. Diplômée de l'École d’infirmières des Peupliers de la Société de secours aux blessés militaires, elle s'engage comme infirmière dans la Mission sanitaire française sur le Front d'Orient. Morte pour la France, elle a été décorée de la Croix de guerre, la Médaille d'honneur des épidémies et la Croix de la Reine Marie.

## Biographie
Geneviève Hennet de Goutel est l'aînée des trois filles d’Anne Marie Pauline Victorine Balze, dite Annie, (1852-1918) et d’Alfred Pierre Émile Hennet de Goutel (1855-1935). Son père est chef de service à la Caisse des dépôts et consignations. Sa mère, maîtresse titulaire de dessin de la Ville de Paris, est fille du peintre d’histoire Raymond Balze. Les parents de Geneviève se sont connus à l'atelier d’Ingres, dont leurs pères étaient élèves. Elle laisse une œuvre littéraire et picturale importante en partie inédite.
Après avoir obtenu son diplôme d'institutrice, métier qu'elle n'exercera pas, Geneviève entreprend des études de philosophie, de littérature et d’arts plastiques. Passionnée des montagnes, elle rejoint la Société des peintres de montagne (SPM) avec laquelle elle expose. 

## Engagement militant
Désireuse de se rendre utile aux plus démunis, elle entre au Sillon, mouvement fondé par Marc Sangnier pour élever le niveau culturel et idéologique des ouvriers. Elle s’occupe d’ouvroirs, donne des conférences, enseigne la peinture, la musique et la broderie aux jeunes filles et, pour financer leurs colonies de vacances, elle peint des affiches pour la Compagnie des chemins de fer Paris-Lyon-Marseille (PLM) et organise des représentations théâtrales sur des textes qu'elle écrit, met en scène et interprète. 
Le pape Pie X ayant condamné Le Sillon à la dissolution en 1910, Geneviève, déçue, décide de suivre les cours de l’École d’infirmières des Peupliers de la Société de secours aux blessés militaires (S.S.B.M.). Au début de la Première Guerre mondiale, elle exerce dans les hôpitaux militaires de Laval et Nevers.
En 1916, à l’incitation d’amies roumaines des familles Bibesco et Brancovan (ro), elle intègre la première équipe sanitaire en partance pour la Roumanie, qui venait de rompre sa neutralité en faveur des Alliés.

## La Mission sanitaire française
La Mission sanitaire française est une composante de la Mission militaire du général Berthelot, dont les objectifs étaient de réorganiser, instruire et rééquiper l’armée roumaine avec de l'armement français moderne. Cette aide avait été sollicitée par le gouvernement roumain, qui s’engageait à rémunérer le personnel selon les normes françaises, leur octroyant, en sus, des indemnisations d’arrivée, d’installation, de départ et d’hébergement.
Le nombre de médecins ayant exercé sur le sol roumain entre l’automne 1916 et l’été 1917 devrait approcher les deux centaines. Le plus jeune des médecins avait 27 ans, le plus âgé 57. Certains étaient venus avec leurs épouses, travaillant souvent à leurs côtés en tant qu’infirmières. Parmi ces médecins, il y eut de nombreux chercheurs. Ceux qui n’y ont pas laissé leurs vies ont publié au retour d’importants travaux basés sur leurs expériences du front. 

## Sur le front roumain

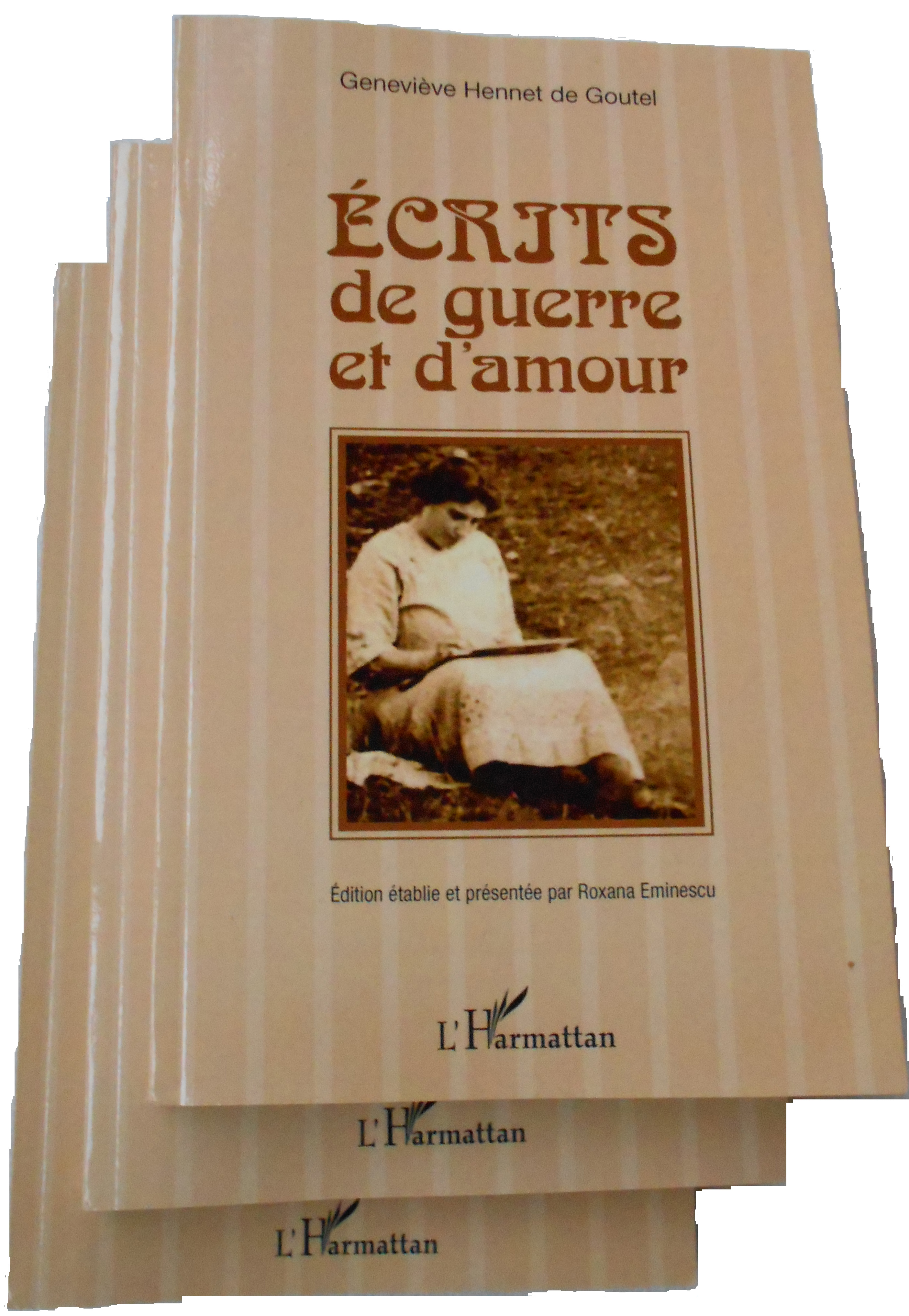
Geneviève Hennet de Goutel, Écrits de guerre et d’amour, L'Harmattan, 2017.

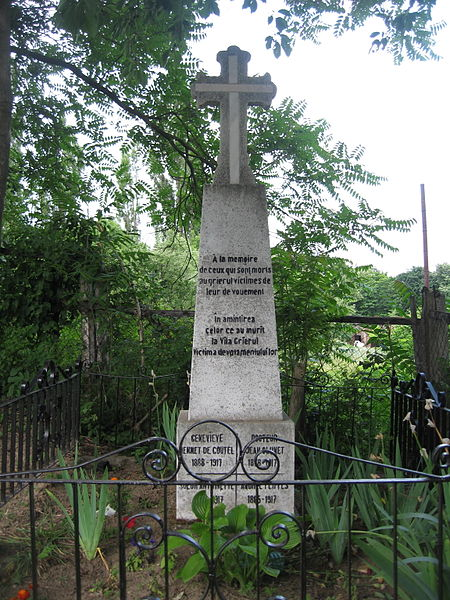
Le monument à la mémoire des quatre membres de la Mission Médicale Française morts de typhus à la Villa Greierul en 1917: dr. Jean Clunet (28 janvier 1878 - 3 avril 1917), infirmière Andrée Flippes (1885 - 26 mars 1917), infirmière-major Geneviève Hennet de Goutel (11 mars 1885 - 4 mars 1917) et sœur Antoinette (1848-1917).

La S.S.B.M. avait comme première mission de mettre sur pied l'Hôpital français de Bucarest, financé en partie par une souscription lancée dans Le Figaro. Geneviève Hennet de Goutel est chargée de former les infirmières roumaines. Mais Bucarest et sa région se retrouvent vite sous occupation allemande. L’administration du pays et les missions étrangères, tout comme une grande partie de la population, se réfugient dans la région nord-est du pays, restée libre.
C’est près de Iași, deuxième ville roumaine, que le Dr Clunet, secondé par son épouse, par Geneviève Hennet de Goutel et par l'infirmière Andrée Flippes de l’Union des Femmes de France, monte son hôpital pour contagieux à la Villa Greierul (Le Grillon), où seront soignés les malades atteints de typhus, une épidémie qui durera jusqu’au printemps 1917. Geneviève, qui allait chercher les malades à la gare de Iași, s’occupait du triage et prodiguait des soins sans relâche, est contaminée à son tour et en meurt, suivie de près dans la tombe par l’infirmière Alphonsine Julie (Andrée) Flippes, le Dr Clunet et Antoinette Roux, Sœur de Saint-Vincent-de-Paul. Un monument leur rend hommage.
Geneviève Hennet de Goutel est enterrée à Paris, dans la 10e division du cimetière du Montparnasse.

## Ordres et décorations
- Croix de guerre avec palme[9];
- Médaille d'honneur des épidémies[9];
- Ordre «Croix de la Reine Marie» (ro) (Roumanie)[9].